# Charles Négrier

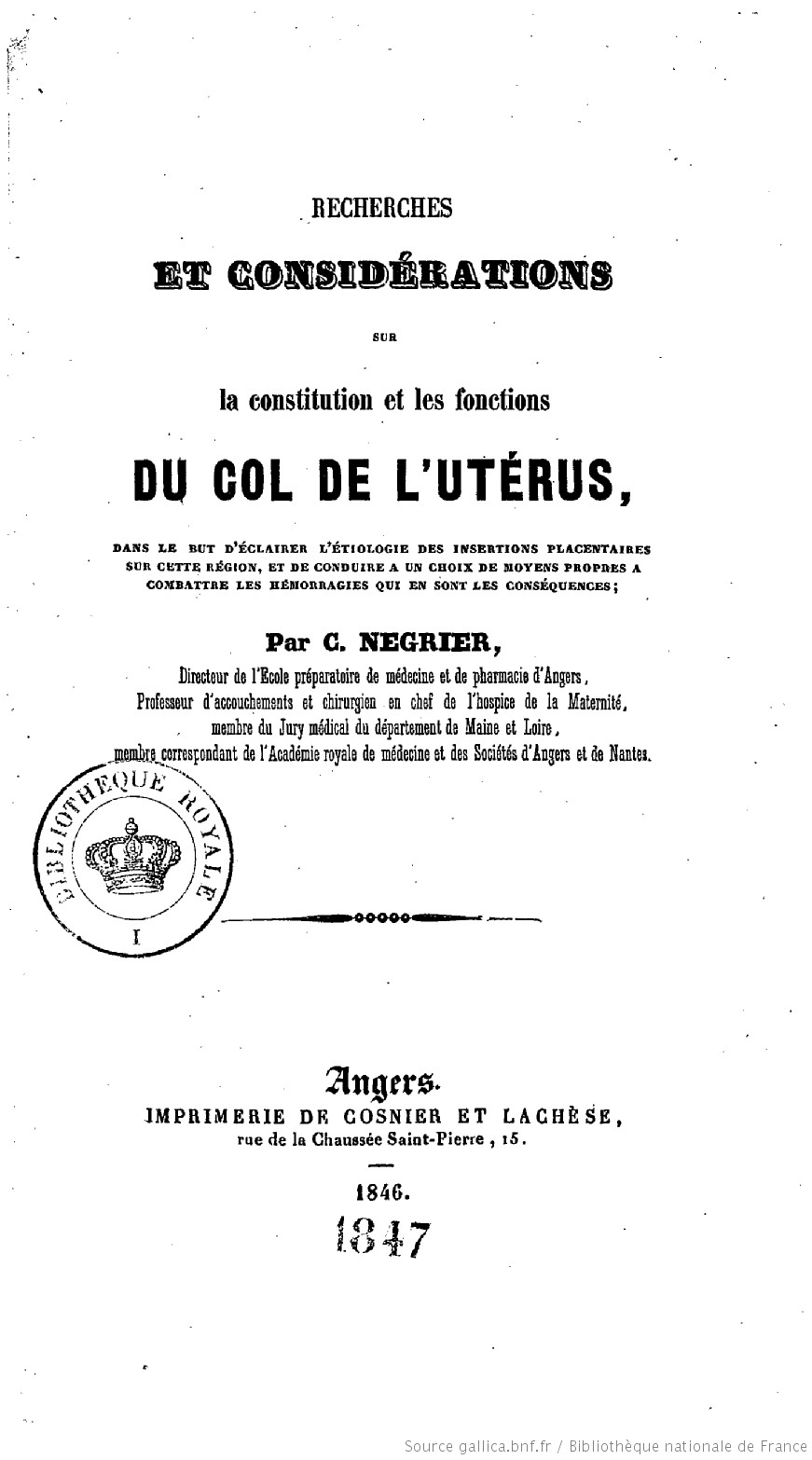
Page de titre d'un ouvrage de Charles Négrier publié en 1846.

Charles Négrier, né à Angers le 14 juillet 1792 et mort le 31 janvier 1862 dans cette même ville, est un médecin français. Il commença sa carrière dans le cadre militaire. Et devint par la suite membre correspondant de l'Académie de médecine et des Sociétés d'Angers et de Nantes. 
Il est, avec Félix Archimède Pouchet, l'un des deux premiers chercheurs à avoir décrit scientifiquement le mécanisme de l'ovulation dans l'espèce humaine et chez les autres mammifères. 
Il l'étudia chez la femme et publia à ce propos des Recherches anatomiques et physiologiques sur les ovaires dans l'espèce humaine, considérés spécialement sous le rapport de leur influence dans la menstruation (Paris, 1840). 

## Biographie
Charles Négrier est le fils de Jacques Négrier, docteur-médecin, et de Marie Françoise Desaise (remariée au Dr Jean François Mirault, dont naît Germanicus Mirault). Il naît à Angers le 14 juillet 1792, et commence en 1810 à étudier la médecine à Paris quand il est appelé sous les drapeaux. Au temps des guerres napoléoniennes et durant cinq années il va pratiquer la médecine dans l'armée. À 19 ans il reçoit une commission de chirurgien de 3e classe aux hôpitaux de Belle-Île-en-Mer. Au bout de six mois il passe avec le même grade dans le 82e de ligne alors en garnison au Portugal. Puis, le 22 juin 1813 il est affecté au 3e régiment de gardes d'honneur de la Garde impériale, avec lequel il fait en 1813 la campagne d'Allemagne et en 1814 la campagne de France. Durant les Cent-Jours il est, le 17 mai 1815, attaché comme aide-major au 6e régiment de chevau-légers lanciers. Ce régiment participe aux campagnes de Belgique et combat aux batailles de Fleurus et de Mont-Saint-Jean. Comme l'ensemble de l'armée napoléonienne, il est licencié le 16 juillet 1815 lors de la Seconde Restauration.
Libéré de l'armée, Charles Négrier retourne étudier la médecine à Paris. Le 2 février 1817 il prend le grade de docteur, et retourne se fixer à Angers, où il se marie le 28 février 1821 avec Rose Adèle Clarisse Saillard née à Nantes et veuve de Louis Pierre Charles Bory. En 1827 il est nommé adjoint au cours d'accouchement que donne Michel Chevreul à l’École secondaire de Médecine et de pharmacie d'Angers. 
Charles Négrier succède à Michel Chevreul comme titulaire le 20 avril 1838. En 1845 il est appelé à la direction même de l’École secondaire de Médecine et de pharmacie d'Angers. Cette charge lui reste confiée par deux renouvellements successifs en 1850 et 1854.
En septembre 1859 Négrier est frappé cruellement par la mort de sa fille aînée, au point qu'il est dès lors affecté durant deux années par « une triste maladie où s’abîmait son sentiment de raison ». Il meurt le 31 janvier 1862 à l'âge de 69 ans.
Charles Négrier publia beaucoup et fut un administrateur et un professeur très apprécié.

## Récompenses et hommage
En 1846 l'Académie royale de Médecine décerne à Charles Négrier le titre de correspondant. En 1859 l'Académie des Sciences lui accorde un des prix Monthyon pour ses études sur les ovaires.
Depuis le 8 avril 1881 une rue d'Angers, dans le quartier de Doutre Saint-Jacques Nazareth, porte le nom de Négrier. Elle débute boulevard Daviers et se termine place de la Paix.